# Tasso di inflazione programmata
Il tasso di inflazione programmata (TIP) è uno strumento introdotto in Italia negli anni ottanta per mitigare l'inflazione, stabilendo nel Documento di economia e finanza una sorta di "tasso di inflazione ideale" da raggiungere. 
Tale tasso è usato principalmente come riferimento per gli adeguamenti salariali del personale contrattualizzato (e quindi, di riflesso, anche di quello non contrattualizzato), e per l'aggiornamento delle tasse e tariffe della pubblica amministrazione.